# ایندتو اینشوشینک یکم
ایندَتو اینشوشینَک یکم (به انگلیسی: Indattu-Inshushinak) یا ایتَدو (به انگلیسی: Itaddu) یکی از شاهان ایرانی در دورهٔ ایلام بود. 
در فهرست رسمی شاهان سیماشکی دو شاه با نام ایتَدو یاد شده‌اند. ولی در نوشته‌های زمان دودمان ایگه هلکی در سده چهاردهم و سیزدهم پیش از میلاد دست کم سه شاه با نام ایندتو اینشوشینک می شناسیم که نام پدر آن‌ها با هم تفاوت دارد. یکی از آن‌ها و شاید نخستین نفر، به عنوان شاه ایلام و پسر (یا به عبارت نادرست و ترجمهٔ قدیمی تر: خواهرزاده) هوتران تمتی یاد شده‌است. شاید سقوط شوش به دست سپاهیان دودمان سوم اور در سال ۲۰۱۶پ.م پایان پادشاهی او را رقم زده باشد.

## کتابشناسی
- قشقائی، حمیدرضا، گاهنمای ایلامیان، تهران، اوگان، ۱۳۹۰.
- کامرون، جرج، ایران در سپیده دم تاریخ، ترجمهٔ حسن انوشه، تهران، علمی و فرهنگی، ۱۳۷۲.
- مجیدزاده، یوسف، تاریخ و تمدن ایلام، تهران، مرکز نشر دانشگاهی، ۱۳۷۰.
- هینتس، والتر، دنیای گمشدهٔ ایلام، ترجمهٔ فیروز فیروزنیا، تهران، علمی و فرهنگی، ۱۳۷۱.
- Potts, D. T., The Archaeology of Elam, Cambridge University Press, 1999.
- The Cambridge Ancient History (CAH) vol. 1 part 2.
- Vallat , François. Elam: The History of Elam. Encyclopaedia Iranica , vol. VIII pp. 301-313. London/New York , 1998.